# Diocèse de Bubanza
Le diocèse de Bubanza est un diocèse de l'Église catholique au Burundi, ayant pour siège la ville de Bubanza.

## Histoire
Le diocèse de Bubanza est créé le 7 juin 1980, en le détachant du diocèse de Bujumbura. Le 25 novembre 2006, il devient suffragant de l’archidiocèse de Bujumbura après l’élévation de ce dernier au rang d’archidiocèse. 

## Géographie
Le diocèse, d’une superficie de 2 700 km2, a pour siège la cathédrale du Christ-Roi de Bubanza. Son territoire est situé au nord-ouest du Burundi et couvre la province de Bubanza et la province de Cibitoke.

## Liste des évêques
- 7 juin 1980 - 21 avril 1997 : Évariste Ngoyagoye
- 24 octobre 1997 - 1er avril 2023 : Jean Ntagwarara
  - 7 décembre 2013 - 17 décembre 2019 : Georges Bizimana, évêque coadjuteur, finalement nommé évêque de Ngozi
  - 1er avril 2023 - 15 février 2025 : Georges Bizimana, administrateur apostolique
- depuis le 15 février 2025 : Emmanuel Ntakarutimana, O.P.

### Sources
- Cet article est partiellement ou en totalité issu de l'article intitulé « Liste des évêques de Bubanza » (voir la liste des auteurs).